# Kvarnsvedens Idrottsklubb (calcio femminile)
Il Kvarnsvedens Idrottsklubb, citato nella sua forma contratta Kvarnsvedens IK e abbreviato in KIK, è una squadra di calcio femminile svedese, la più importante sezione di calcio dell'omonima società polisportiva con sede a Borlänge, capoluogo dell'omonimo comune della contea di Dalarna, e fondata nel 1962.
Nella stagione 2018 il Kvarnsvedens milita in Elitettan, secondo livello nella struttura del campionato svedese femminile di calcio, al quale è ritornato dopo due campionati in Damallsvenskan dove era approdato per la prima volta nella sua storia sportiva vincendo l'edizione 2015, e gioca le partite casalinghe al Borlänge IP.
Oltre la promozione in Damallsvenskan ottenuta nel 2015, nella sua storia sportiva la squadra non ha mai superato i sedicesimi di finale di Svenska Cupen.

## Palmarès
- Campionato svedese di seconda divisione: 1

2015

## Organico

### Rosa 2018
Rosa, ruoli e numeri di maglia tratti dal sito IdrottOnline.se e SvFF aggiornati al 30 luglio 2018.
| N. |                        | Ruolo | Calciatrice         |
| -- | ---------------------- | ----- | ------------------- |
| 1  | Svezia (bandiera)      | P     | Julia Langörgen     |
| 3  | Svezia (bandiera)      | D     | Agnes Dahlström     |
| 4  | Svezia (bandiera)      | C     | Alice Erikssonn     |
| 5  | Svezia (bandiera)      | D     | Lova Ottvalln       |
| 6  | Malawi (bandiera)      | A     | Temwa Chawinga      |
| 8  | Svezia (bandiera)      | C     | Michaela Hermansson |
| 9  | Malawi (bandiera)      | A     | Sabina Thom         |
| 10 | Stati Uniti (bandiera) | C     | Chestley Strother   |
| 12 | Svezia (bandiera)      | C     | Lovisa Lennartsson  |
| 13 | Svezia (bandiera)      | D     | Marie Salander      |
| 14 | Svezia (bandiera)      | D     | Wilma Andersson     |
| 15 | Svezia (bandiera)      | C     | Johanna Axfeldt     |

| N. |                        | Ruolo | Calciatrice                |
| -- | ---------------------- | ----- | -------------------------- |
| 16 | Svezia (bandiera)      | C     | Lova Lundin                |
| 17 | Svezia (bandiera)      | C     | Beatrice Gärds             |
| 18 | Svezia (bandiera)      | C     | Karin Winka                |
| 19 | Svezia (bandiera)      | D     | Jenny Stadin               |
| 20 | Svezia (bandiera)      | D     | Denise Sundberg (capitano) |
| 21 | Svezia (bandiera)      | C     | Clara Östling              |
| 22 | Stati Uniti (bandiera) | A     | Jessica Hamrick            |
| 23 | Svezia (bandiera)      | C     | Alva Lundin                |
| 24 | Stati Uniti (bandiera) | C     | Jessica Nakae              |
| 25 | Svezia (bandiera)      | P     | Jenny Wahlén               |
| 33 | Stati Uniti (bandiera) | P     | Adelaide Gay               |